# Sugauli
Sugauli est une ville et une zone notifiée du district du Champaran oriental dans le Bihar, en Inde.
La ville est le cadre de l'histoire de Rudyard Kipling Rikki-Tikki-Tavi, mais orthographiée Segowlee  dans ladite histoire, et le lieu où un traité a été signé avec le Népal en 1816.

## Démographie
Au recensement de 2011, la ville de Sugauli comptait 38 815 habitants.

## Histoire
Sugauli a joué un grand rôle dans la guerre d'indépendance de l'Inde. Sugauli fait partie du mouvement Satyagraha que Gandhi Ji a commencé à partir de Champaran, et ce mouvement a inspiré beaucoup de jeunes à l'époque pour contribuer à la nation et notamment Janardan Pandey et Babulal Mishra de Sugauli, Late Pt. Tuni jha, Laxmi Narayan Jha, Upendra Jha, Ramesh Chandra Jha, Sukham Mishra de Phulwaria, Yamuna kant Jha de Sugaon.
Sugauli est également connue pour le traité de Sugauli, qui a été signé entre la Compagnie britannique des Indes orientales, en Inde britannique et le royaume du Népal en mars 1816.

## Transport
Sugauli est reliée par la route aux villes de Motihari, Chakia, Bettiah et Raxaul. La ville dispose d'une gare située sur la ligne ferroviaire Gorakhpur - Narkatiaganj - Chakia - Muzaffarpur. Il n'y a pas d'aéroport.